# Henri-Chapelle American Cemetery and Memorial

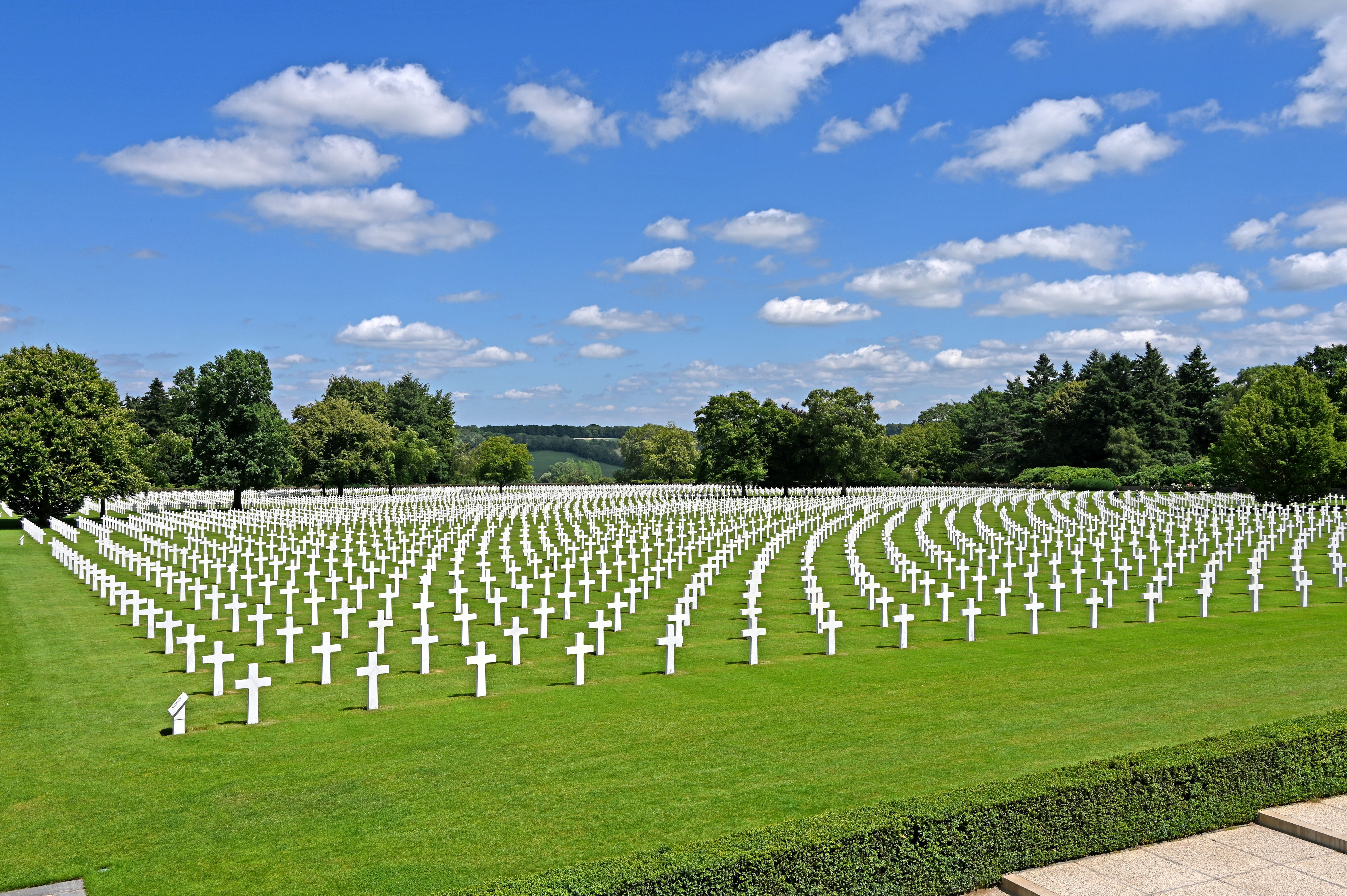
Im Halbbogen angeordnete Gräberreihen

Henri-Chapelle American Cemetery and Memorial (dt.: Amerikanischer Soldatenfriedhof mit Gedenkstätte in Henri-Chapelle) ist eine Kriegsgräberstätte mit einem Denkmal und liegt in der Nähe der historischen belgischen Ortschaft Henri-Chapelle, 18 km südöstlich vom Netherlands American Cemetery and Memorial bei Maastricht. Der 1960 eingeweihte Friedhof wird hauptamtlich durch die American Battle Monuments Commission und ehrenamtlich durch die  belgische Bevölkerung betreut.

## Entstehungsgeschichte
Der ca. 23 Hektar große Friedhof wurde im September 1944 von der 1. US-Infanteriedivision als Gefallenenfriedhof errichtet. Bis zum Jahr 1960 wurde dieser umgebaut und neu gestaltet und am 9. Juli 1960 eingeweiht.  Auf dem Friedhof ruhen gefallene Soldaten zweier Kriegsabschnitte des Zweiten Weltkrieges. Zum Ersten die des Vorstoßes der 1. US-Armee durch Nordfrankreich und zum anderen die der Ardennenoffensive, des Weiteren wurden hier auch die Opfer von Fosse bei Namur und Foy bei Bastogne zur letzten Ruhe beigesetzt. Insgesamt ruhen in Henri-Chapelle 7992 gefallene amerikanische Soldaten. Architekten dieses Friedhofs und der Gedenkstätte waren die Architekten  Holabird, Root und Burgee aus Chicago, die landschaftliche Gestaltung erfolgte durch Franz Lipp, ebenfalls aus Chicago.

## Allgemeine Beschreibung

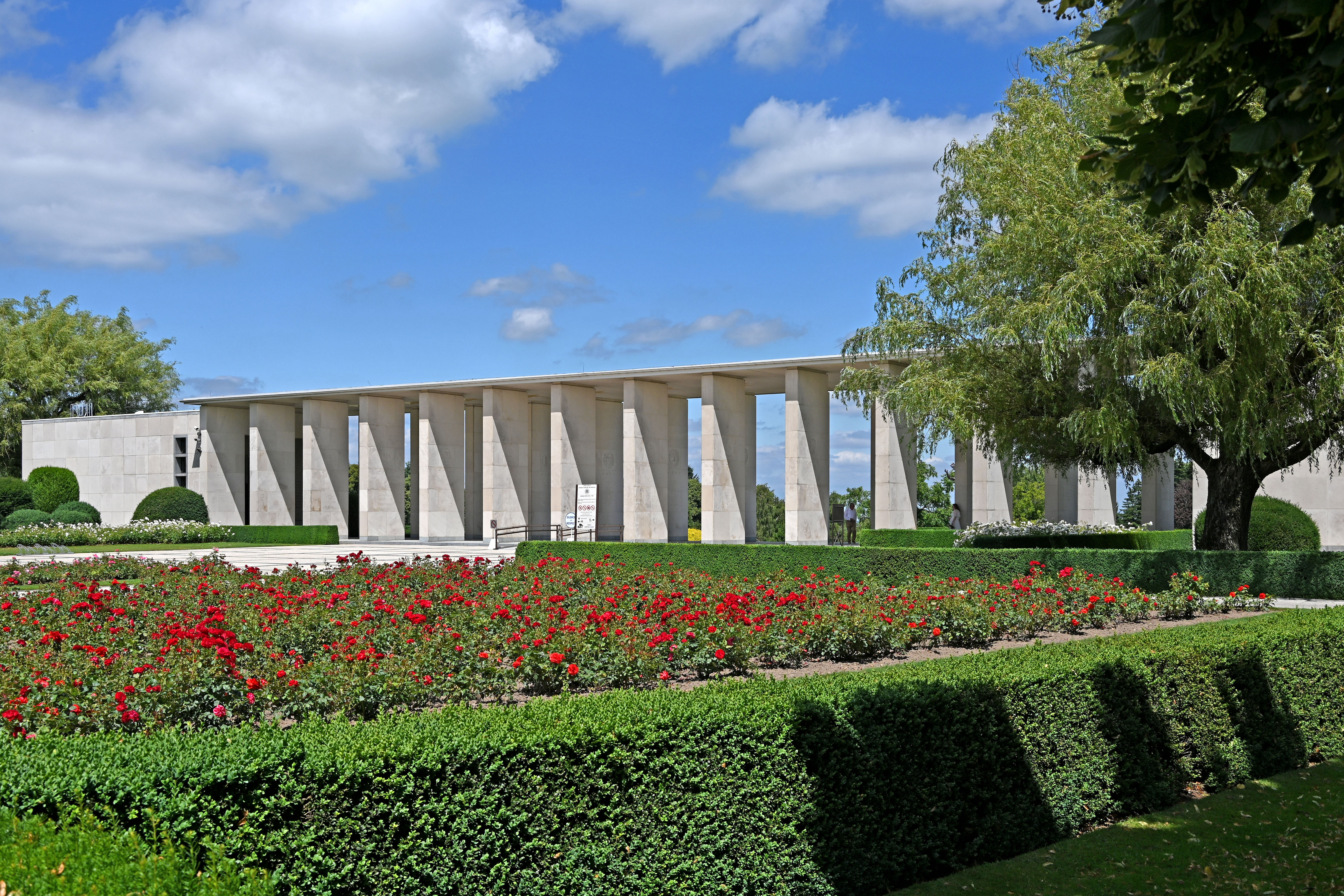
Säulengang mit Ehrenhof

Die Baukomplexe der Gedenkstätte bestehen aus der Kapelle an der Nordseite und dem Museums- und Besucherbereich an der Südseite. Diese Gebäude werden durch eine Säulenhalle von 12 Paaren rechteckiger Pylone verbunden. Von hier aus schließt sich eine Terrasse an, die eingearbeiteten Wege führen zu den Gräberfeldern. Als Baumaterial wurden Massangis-Kalksteine und St.-Gottard-Granit gebraucht.

## Die Ehrenhalle
Die Ehrenhalle besteht aus einer Kolonnade zwischen der Kapelle und dem Museum. Auf den jeweils vier Seiten der Pylonen sind die Namen von 450 Vermissten eingraviert, ebenso die Siegel von 48 Bundesstaaten, drei Territorien und des District of Columbia. In den Abschrägungen des Säulenganges sind dreizehn Sterne aus goldenem Glasmosaik eingearbeitet.

## Die Kapelle

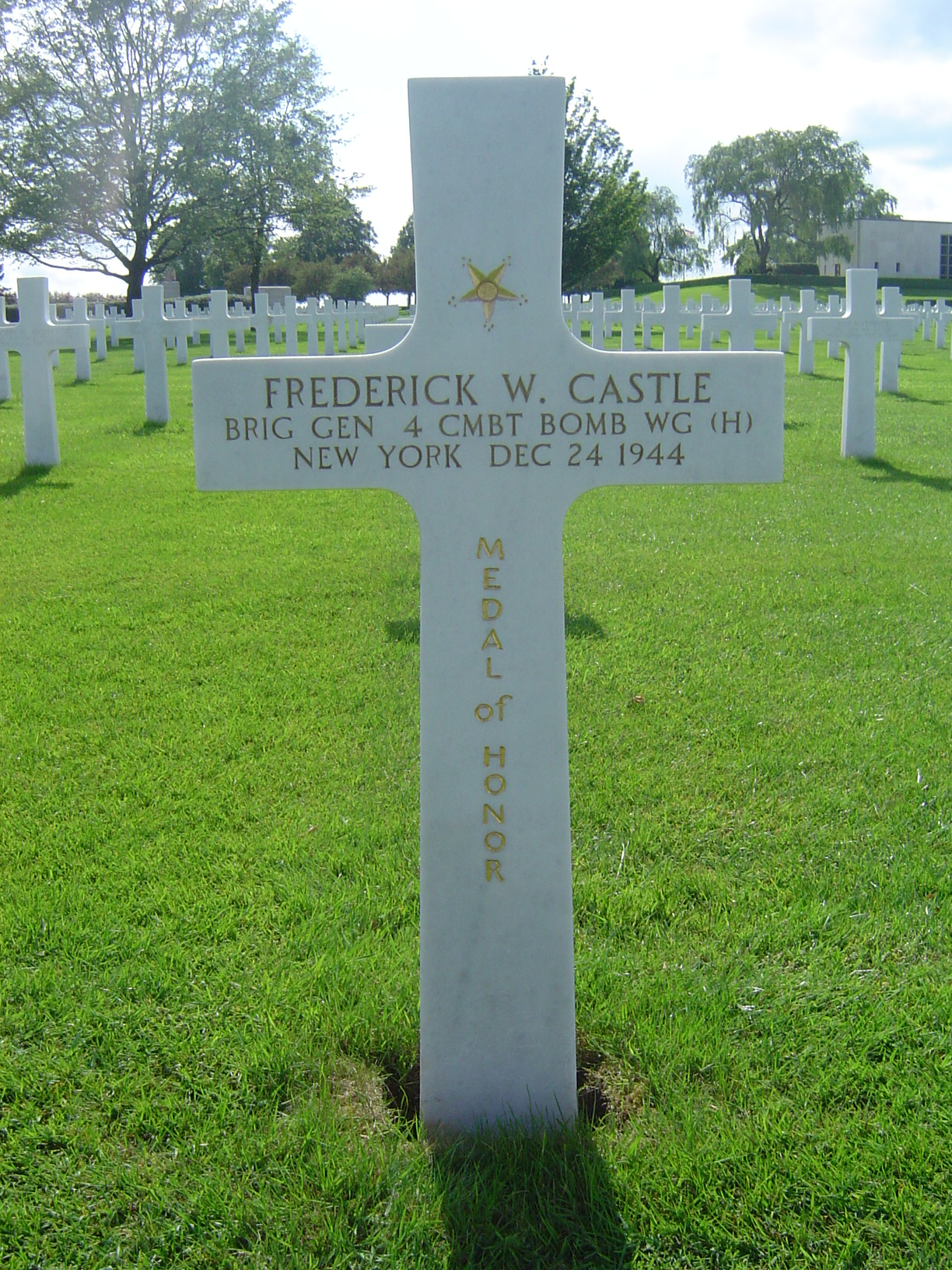
Grabstätte von Frederick Walker Castle, dem ranghöchsten Gefallenen

Der Eingang erfolgt durch eine Bronzetür, der im Innenraum stehende Altar besteht aus blauen belgischem und grünem italienischem Issorie-Marmor. Das Kirchengestühl an der linken Längswand ist aus Walnussholz, auf der rechten Wandseite hängt ein Kreuz, der seitliche Lichteinlass sorgt für eine abgestimmte Harmonie.

## Die Grabstätten

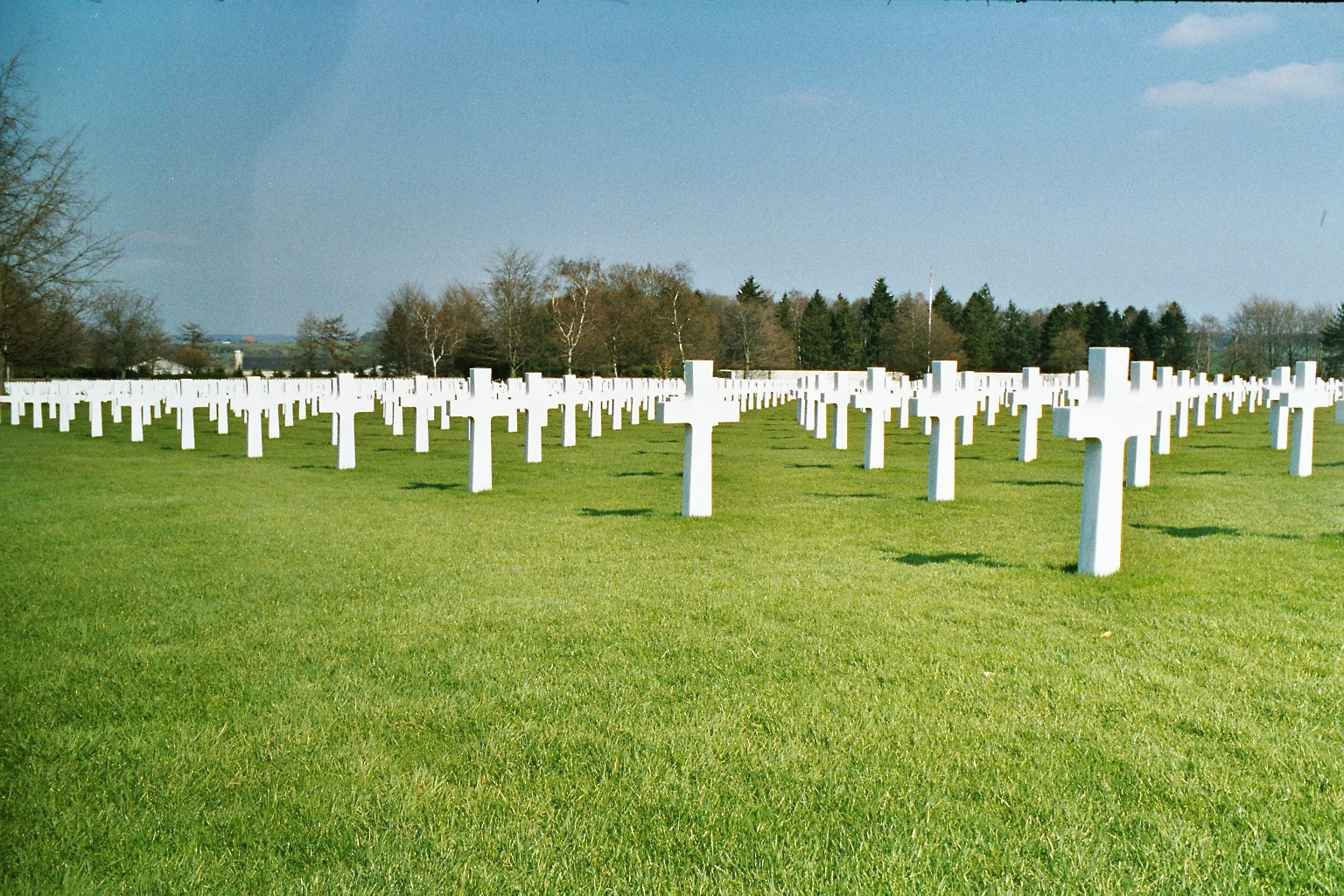
Gräberreihen mit Waldhintergrund

Die Bronzestatue vor den Gräberfeldern stellt einen Erzengel mit einem  Lorbeerzweig dar, den er schützend über die Gefallenen hält. Die einzelnen Grababschnitte werden durch axial verlaufende Wege und längs verlaufende Graswege unterteilt. Die bogenförmige Anordnung der Gräber weitet sich über einen leicht abfallenden, mit Gras bedeckten Hang und erlaubt einen weitläufigen Blick, der im Hintergrund durch ein Waldgebiet begrenzt wird. Ortsansässige belgische Familien haben teilweise Partnerschaften übernommen und sorgen für die Pflege der Gräber.

## Gärtnerische Gestaltung
Die Straße zum Aussichtspunkt ist mit Linden begrenzt, im gesamten Friedhofsbereich wurden Weißdornhecken, Buchsbäume und Rhododendronbeete gepflanzt. Weitere Geländeabschnitte sind mit weißen Polyantha-Rosen  und Eiben bewachsen. An jedem Ende der Gedenkstätte ragen kräftige Trauerweiden aus dem Gelände und die Wege zu den Gräbern werden durch  Buchsbäume flankiert. Die Grünflächen um die eigentlichen Grabstätte sind mit Gruppen von Birken, Weißbuchen und Eiben bepflanzt. Das Gelände ist von einer Mauer eingefasst, die von freistehenden Buchsbaumgruppen und Weißbuchen unterbrochen wird, hinter der Grundstücksmauer entwickeln sich kleine Haine mit Fichten, Lärchen und Birken.